# Dinastía aqueménida

Mapa del Imperio aqueménido alrededor del 500 a. C.

La dinastía aqueménida (en persa antiguo: Haxāmanišiya) fue la que reinó en el Imperio persa, desde que la fundase Ciro II el Grande, tras vencer a Astiages, el último rey de los medos (550 a. C.), y extender su dominio por la meseta central de Irán y gran parte de Mesopotamia.
Sus sucesores Cambises II y Darío I el Grande continuaron su obra, y este último reorganizó el imperio en satrapías, alcanzando el cenit de su poder; sin embargo, los sucesivos fracasos al intentar someter a las ciudades griegas (guerras médicas) en la primera mitad del siglo V a. C., debilitaron el imperio, y aún lo harían más las tendencias secesionistas de algunas provincias, hasta que la conquista de Alejandro Magno (331 a. C.) puso fin al imperio aqueménida.

## Ciro II

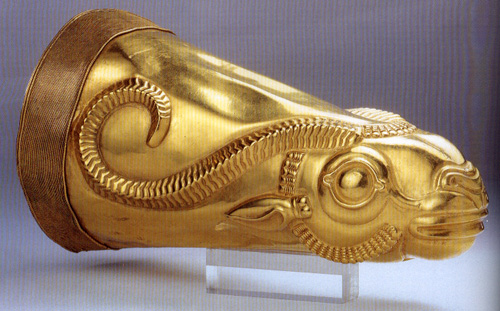
Rhyton de oro encontrado en una excavación de Ecbatana. Guardado en el Museo Nacional de Irán.

Ciro II disfrutó de ambas herencias iranias (persas y medas). Cuando se alzó con el poder utilizó precisamente los ejércitos medos para continuar sus conquistas. Implementó una política de perdón a los reyes enemigos, que había comenzado su abuelo Astiages, quien le envió sus ejércitos al percibir las ínfulas independentistas de Ciro. Se dice que tampoco ejecutó al rey de Babilonia cuando conquistó esa ciudad, donde restableció el culto a Marduk y liberó a los judíos del cautiverio. En general, Ciro siguió la estrategia de no cambiar las estructuras administrativas de los lugares conquistados, pero sometiéndolos al poder imperial.

## Cambises II
Ciro murió en batalla contra los masagetas, tribus nómadas que recorrían las tierras aledañas al mar Caspio. Su hijo Cambises II —como su abuelo homónimo—, que por entonces gobernaba  Babilonia, se erigió en emperador; fue un gobernante tiránico. El imperio comenzó a desestabilizarse con revueltas y, antes de sofocarlas, Cambises murió, según algunas fuentes, de una herida autoinfligida.

## Darío I

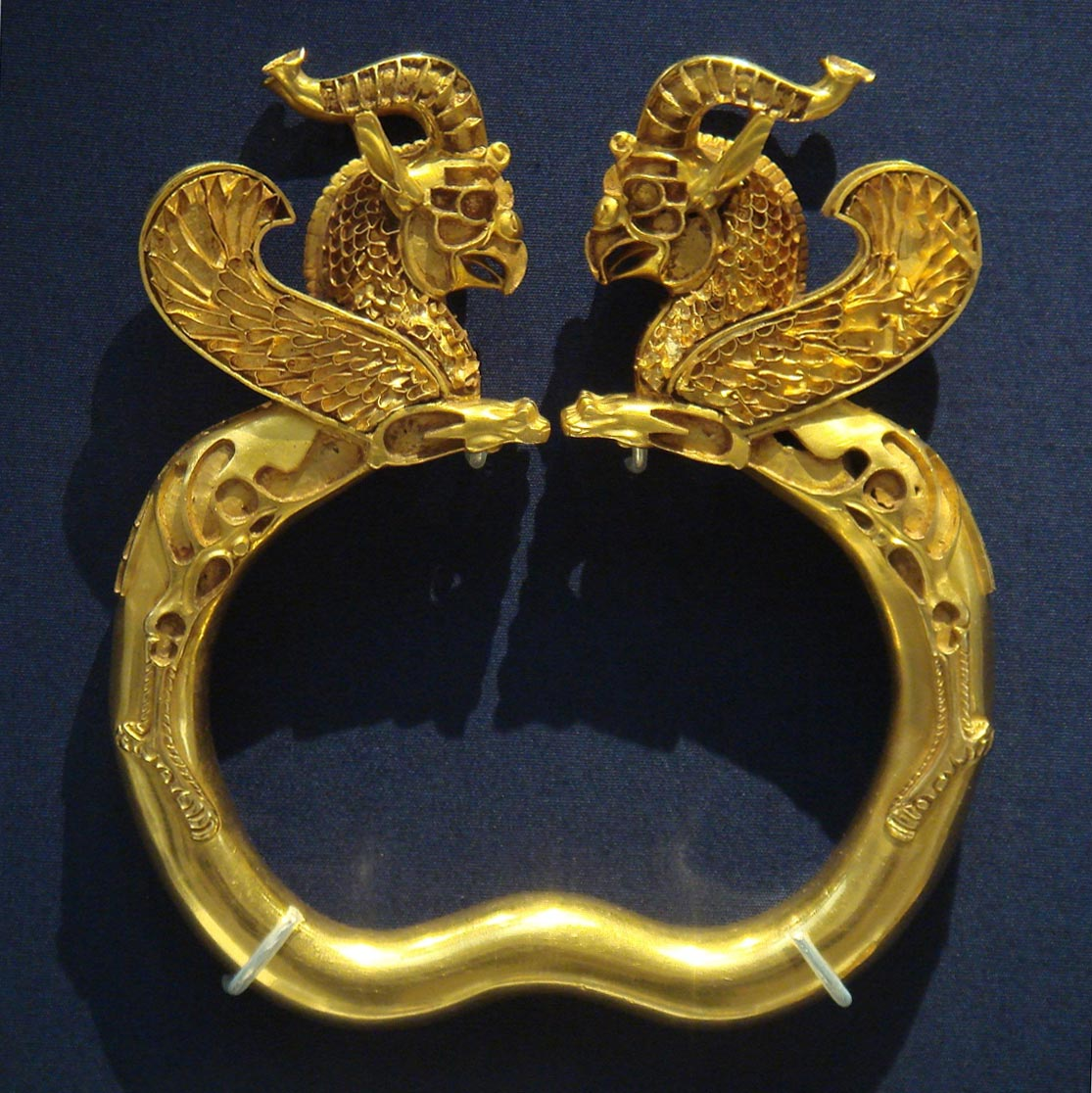
Brazalete de Oxus, objeto aqueménida que forma parte del magnífico "Tesoro del Oxus".

Tras algunas intrigas, el trono fue entregado por fin a Darío, también aqueménida. Este afirmó que el supuesto heredero al trono, Esmerdis –segundo hijo de Ciro– era un impostor medo, pues Esmerdis había sido asesinado por Cambises un año antes, temiendo que le usurpase el poder; Darío se atrevió incluso a publicar esto erigiendo una piedra escrita en tres idiomas –persa antiguo, elamita y acadio–. Darío para asegurarse el poder, se casó con Atosa la hija mayor de Ciro, quien rápidamente tuvo un hijo, así de esta manera, se aseguraba que su hijo tuviera sangre real. Pertenecía a una familia noble, y fue apoyado por el consejo de los seis.
Darío no fue tan clemente como Ciro y expandió el imperio y lo hizo prosperar. Dividió sus dominios en veinte satrapías encabezadas por miembros de la familia real e hizo una carretera desde la capital de Lidia (oeste de la actual Turquía) hasta Susa (la antigua capital de Elam) destinada al correo imperial. Actualmente, el lema del correo de los Estados Unidos –Nada nos detiene, ni la nieve, ni el sol– son palabras de Darío[cita requerida] refiriéndose a este sistema de comunicación extremadamente efectivo para la época donde los mensajeros a todo galope se entregaban los mensajes cada veinticinco kilómetros. Esto aseguraba de alguna manera el control absoluto sobre sus parientes que tenían su propia corte y ejército pero no podían fallar en dar tributo a su emperador. Este tributo era proporcional a la riqueza de cada región.
Darío extendió los límites del imperio, pero tropezó con el poder de las polis griegas, quienes se negaron a doblegarse, dando inicio a las guerras médicas, que culminó con la Batalla de Maratón, donde los persas fueron derrotados y se salvó a Atenas de la invasión.

## Fin de los aqueménidas
El dominio de la dinastía aqueménida persa terminó cuando el imperio cayó en manos de Alejandro Magno heredero de Filipo II de Macedonia, el cual se impuso a todas las polis griegas.
Siglos más adelante otra dinastía persa, la sasánida se alzaría con el control de la región por cuatro siglos configurando en parte lo que hoy conocemos como cultura del medio oriente.
Coincidiendo con la hegemonía aqueménida surgió el zoroastrismo –también conocida como mazdeísmo– en Irán pero al alzarse con la conquista de Babilonia, Ciro le rindió personalmente culto a Marduk y su sucesor se proclamó faraón en Egipto practicando la religión propia del lugar.

## Árbol genealógico

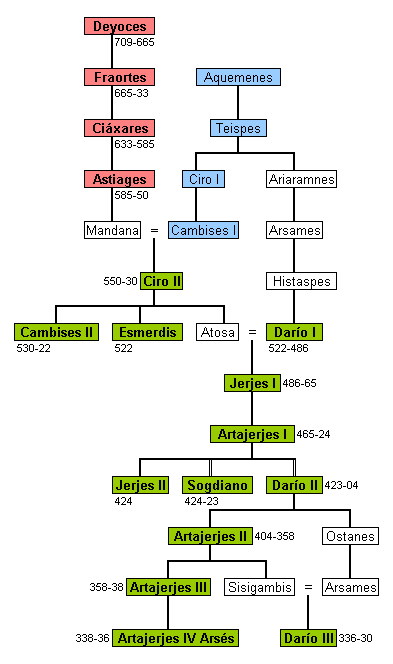
Reyes de Media (en rojo) y aqueménidas de Anshan (azul) y Persia (verde). Los reyes aqueménidas de Anshan eran sub-reyes, sometidos a la autoridad de los reyes de Media.